# 漢復
漢復（かんふく）は、新末後漢初の西暦23年、隗囂が自立して使用した私年号。李崇智は33年春の隗囂死去後、34年10月にその子隗純が後漢に降伏するまで使用されたとするが、柏楊の年表には23年から24年までしか記入されていない。
「復漢元年」と記された木簡が、現在の内蒙古自治区で発掘された居延漢簡にある。清代の学者である万斯同が著した『歴代紀元彙考』では朔寧とされているが、李崇智は『後漢書』隗囂伝の「（建武六年、囂）遂遣使称臣於公孫述。明年以囂為朔寧王」という記述を根拠に、万斯同が付会したのだろうと考証している。柏楊はこの年（30年）から33年までを「朔寧王隗囂元年」から「4年」まで、34年を「朔寧王隗純元年」とする在位紀年を立てている。

## 西暦との対照表
| 漢復 | 元年 | 2年  | 3年  | 4年  | 5年  | 6年  | 7年  | 8年  | 9年  | 10年 | 11年 | 12年 |
| 西暦 | 23年 | 24年 | 25年 | 26年 | 27年 | 28年 | 29年 | 30年 | 31年 | 32年 | 33年 | 34年 |
| 干支 | 癸未 | 甲申 | 乙酉 | 丙戌 | 丁亥 | 戊子 | 己丑 | 庚寅 | 辛卯 | 壬辰 | 癸巳 | 甲午 |

## 他元号との対照表
| 漢復 | 元年   | 2年   | 3年    | 4年   | 5年   | 6年   | 7年   | 8年   | 9年   | 10年  | 11年  | 12年   |
| 新   | 地皇4  | -     | -      | -     | -     | -     | -     | -     | -     | -     | -     | -      |
| 更始 | 更始元 | 更始2 | 更始3  | -     | -     | -     | -     | -     | -     | -     | -     | -      |
| 成家 | -      | -     | 龍興元 | 龍興2 | 龍興3 | 龍興4 | 龍興5 | 龍興6 | 龍興7 | 龍興8 | 龍興9 | 龍興10 |
| 赤眉 | -      | -     | 建世元 | 建世2 | 建世3 | -     | -     | -     | -     | -     | -     | -      |
| 後漢 | -      | -     | 建武元 | 建武2 | 建武3 | 建武4 | 建武5 | 建武6 | 建武7 | 建武8 | 建武9 | 建武10 |